# غازی ناره
غازی ناره (به انگلیسی: Ghazi Nara) یک منطقهٔ مسکونی در پاکستان است که در پنجاب واقع شده‌است. غازی ناره ۳۵۰ متر بالاتر از سطح دریا واقع شده‌است.